# Kuma-ryū
El kuma-ryū (estil de l'os) és un estil de karate d'Okinawa, postures verticals, de tancament ràpid d'espai i de curta distància de prop les tècniques de combat. En aquest estil hi ha panys comuns, tècniques de control i immobilització, i els meridians punts vagues (o "punts de pressió"). No hi ha puntades altes per sobre la cintura.
El kuma-ryū és un estil que intenta tornar als orígens del karate i es tracta d'un sistema basat en shorin-ryu, amb influències de motobu-ryu, ryu-te, i els conceptes txi meridians de la medicina tradicional xinesa.